# 이스마일 사브리 야콥
이스마일 사브리 야콥(말레이어: Ismail Sabri Yaakob, 1960년 1월 18일~)은 말레이시아의 정치인으로, 당적은 통일말레이국민조직(UMNO)이다. 말레이시아의 제9대 총리 (2021-2022).

## 어린 시절
파항 주 트므를로 출신이며, 1967년 방아우 초등학교(Sekolah Kebangsaan Bangau)를 졸업했다. 쿠안탄의 아이르 푸티 중학교(SMK Air Putih)를 다니다가 1976년 쿠안탄 기술중학교(Sekolah Menengah Teknik Kuantan)로 전학을 갔다. 졸업 후 자야 아카데믹(Jaya Akademik)에서 고등교육을 이수했고, 말라야 대학교에서 법률학을 전공했다. 이후 1985년 변호사 업무를 개시했다.
1986년 다틴 무하이미 자이날 아비딘(Datin Muhaini Zainal Abidin)과 결혼했으며, 슬하에 아들 가다피 이스마일 사브리(다피)를 낳았다. 아들 가다피는 훗날 아카데미 판타지아 시즌 5에 출연했다.

## 정치 경력
1987년 UMNO 트므를로 시당위원으로 선출되었으며, 동년 트므를로 구의원으로 선출되었다. 1988년 UMNO 트므를로 시당 정보위원장, 1993년 시당 청년운동위원장을 거쳐 2001년 시당 부위원장에 임명되었으며, 2004년 시당위원장에 임명되어 현재까지 직을 유지하고 있다. 1995년 사바루딘 칙 문화예술관광부 장관의 정무비서관, 남동파항이사위원회(DARA) 및 말레이시아 관광홍보위원회에 임명되었으며, 1996년 트므를로 시의원으로 선출되었다. 이후에는 국립경기장 이사를 지내다가, 2004년 총선 때 버라 선거구에 도전해 하원에 입성했다.
2008년 재선에 성공했으며, 이후 압둘라 아흐마드 바다위 총리에 의해 청년체육부 장관으로 임명되었다. 2009년 4월 나집 라작 총리가 새로 취임하자 그를 국내무역협동조합소비부 장관에 지명했다. 2013년 3선 직후 농업·농업산업부 장관으로 임명되었다가, 2015년 축출된 샤피 압달을 대신해 지역지방개발부 장관으로 지명되었다.
2018년 전당대회에 출마해 1위로 최고위원에 당선되었으며, 동년 12월 부대표 모하맛 하산이 대표 권한대행이 되자, 이스마일은 부대표 권한대행이 되었다. 이후 2019년 3월 11일 재판 문제로 직을 맡을 수 없게 된 아맛 자힛 하미디를 대신해 새 야권 대표로 선출되었다.

## 관련 논란 및 사건사고
사브리는 온건파로 분류되지만, 이 말도 정확히는 당 내 중립파에 가깝지, 민족·종교 문제에서 온건파라는 말이 절대 아니다. 특히 사브리도 대표적인 말레이인 민족주의자 중 한 명이며, 말레이인 지지층을 결집시키는 발언들을 꾸준히 하는 과정에서 되레 중국계들과 잦은 마찰을 빚었다. 2015년에는 말레이인들에게 중국계 회사 제품 불매 운동을 벌일 것을 촉구했으며, 이때문에 중국계들의 상당한 반발을 샀다. 같은 말레이인 정치학자인 완 사이풀 완 잔도 그를 비판했다.
2018년 총선을 앞두고는 "PH에 투표하는 것은 민주행동당(DAP)에 투표하는 것과 같으며, 이는 말레이·이슬람 정체성을 크게 훼손할 것"이라는 발언을 했는데, 이에 DAP는 사브리의 발언을 두고 "말레이인과 중국인을 갈라치려 한다"고 비판했으며, "DAP도 말레이인을 존중한다"고 반박했다. 사브리는 이후 별다른 해명을 하지 않았고, 당시 BN 정권을 향한 흉흉한 민심까지 겹친 와중에 이런 발언은 중국계들의 분노를 자아냈으며, 결국 총선에서 BN이 대패하는 원인이 된다.

## 역대 선거 결과
| 선거명      | 직책명                   | 대수 | 정당               | 득표율 | 득표수   | 결과 | 당락                 |
| ----------- | ------------------------ | ---- | ------------------ | ------ | -------- | ---- | -------------------- |
| 2004년 선거 | 하원의원 (베라용 선거구) | 11대 | 통일말레이국민조직 | 53.75% | 16,714표 | 1위  | 파고 하원의원 당선   |
| 2008년 선거 | 하원의원 (베라용 선거구) | 12대 | 통일말레이국민조직 | 54.50% | 18,051표 | 1위  | 베라용 하원의원 당선 |
| 2013년 선거 | 하원의원 (베라용 선거구) | 13대 | 통일말레이국민조직 | 50.46% | 21,669표 | 1위  | 베라용 하원의원 당선 |
| 2018년 선거 | 하원의원 (베라용 선거구) | 14대 | 통일말레이국민조직 | 43.89% | 20,760표 | 1위  | 베라용 하원의원 당선 |
| 2022년 선거 | 하원의원 (베라용 선거구) | 15대 | 통일말레이국민조직 | 53.34% | 31,762표 | 1위  | 베라용 하원의원 당선 |